# Lovenella paniculata
Lovenella paniculata is een hydroïdpoliep uit de familie Lovenellidae. De poliep komt uit het geslacht Lovenella. Lovenella paniculata werd in 1873 voor het eerst wetenschappelijk beschreven door Sars. 